# Thorlaksonius depressus
Thorlaksonius depressus is een vlokreeftensoort uit de familie van de Pleustidae. De wetenschappelijke naam van de soort is voor het eerst geldig gepubliceerd in 1936 door Alderman.